# 布呂訥河
51°10′7.6″N 8°43′57.54″E / 51.168778°N 8.7326500°E
布呂訥河（德語：Brühne），是德國的河流，位於該國西部，流經北萊茵-威斯特法倫州，屬於奧爾克河的左支流，河道全長7.8公里，流域面積15.5平方公里。